# Enrico Cavalli
Pour les articles homonymes, voir Cavalli.

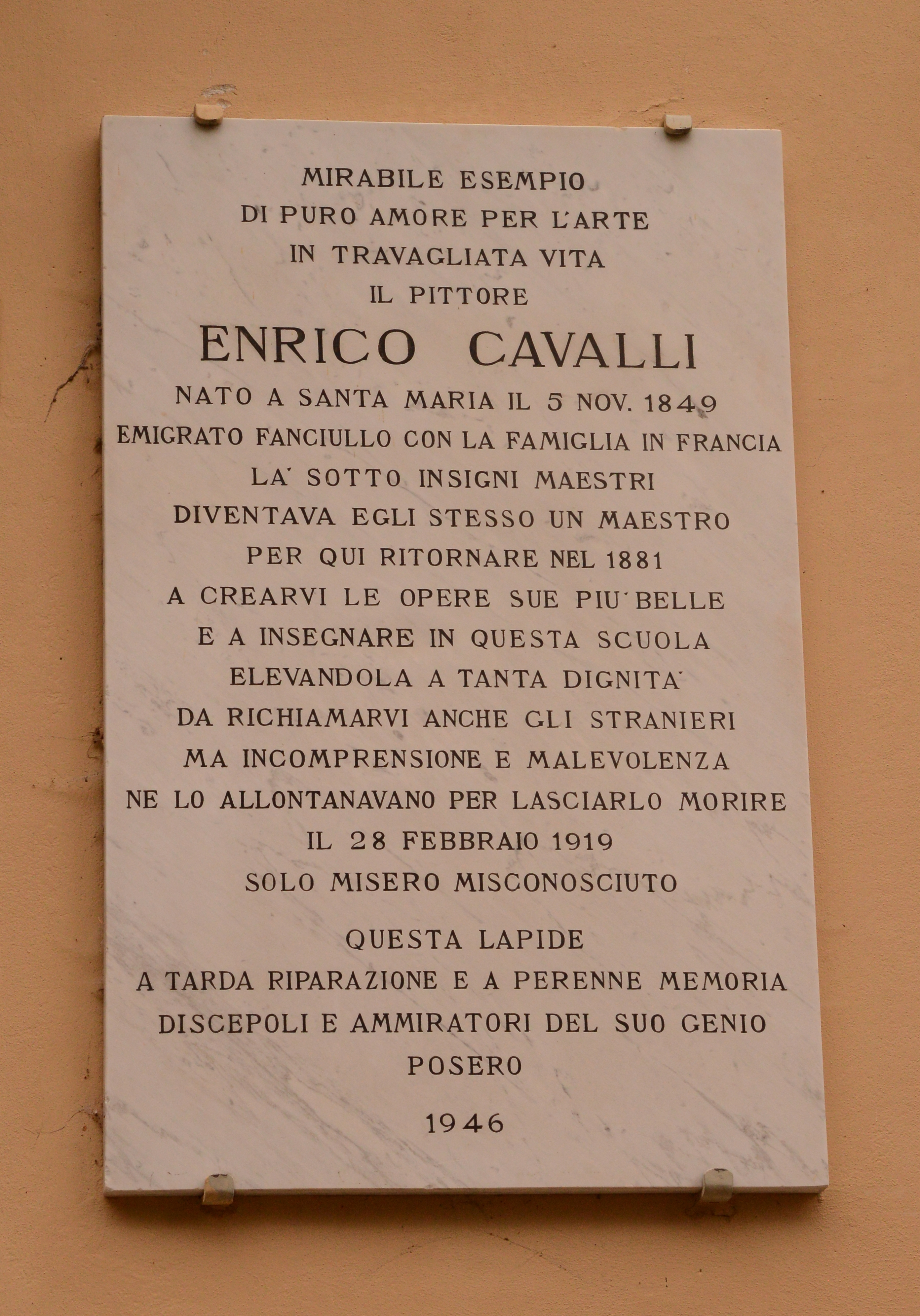

Enrico Cavalli, né le 5 novembre 1849 et mort le 28 février 1919, est un peintre italien postimpressionniste.

## Biographie
Fils du peintre Carlo Giuseppe Cavalli et de Francesca Motta, il quitte le village de Santa Maria Maggiore (Vallée de l'Ossola) pour la France lorsque sa famille s'y installe en 1855. Après avoir passé les trois premières années à Grenoble, il vit pendant dix ans à Lyon, où il s'inscrit à l'Académie Nationale des Beaux-Arts. Il suit les cours tenus par le maître Joseph Guichard et prend contact avec d'autres protagonistes de la scène artistique tels que François-Auguste Ravier, François Vernay, Louis Carrand et Jean Seignemartin. Le déclenchement de la guerre franco-prussienne pousse la famille Cavalli à s'installer d'abord à Paris, puis à Marseille, où Enrico rencontre et fréquente Adolphe Monticelli, dont les enseignements sur le thème de la lumière et de la couleur vont influencer grandement le jeune peintre italien. Sa production picturale de cette période reste largement inconnue, mais nous savons que deux portraits de Cavalli ont été acceptés pour le Salon de Paris de 1881 et particulièrement admirés par le critique de la revue L'Illustrazione Italiana.
La famille Cavalli retourne à Santa Maria Maggiore, où Carlo Giuseppe et Enrico tiennent des cours de peinture, dessin et décoration à l'école d'art Rossetti Valentini  de 1881 à 1892. Enrico réussit à stimuler et à impliquer ses élèves – dont le brillant Carlo Fornara, Giovanni Battista Ciolina, Gian Maria Rastellini, Maurizio Borgnis et Lorenzo Peretti Junior (en) – à travers l'étude des grands maîtres et l'expérience pratique en plein air, selon les règles de la modernité qu'il avait apprises en France.
L'expérience d'enseignement d'Enrico Cavalli dans la petite académie du Val Vigezzo s'interrompt brusquement en 1892 à la suite de la mort de son père, qui occupait officiellement le poste. La Commission administrative de l'école annonce un concours pour remplacer Carlo Giuseppe Cavalli sans tenir compte de l'expérience décennale de son fils, qui abandonne le terrain en signe de protestation. Accompagné d'abord par Fornara et Peretti Junior, l'ancien professeur repart donc pour la France, entamant un voyage tourmenté qui le voit errer d'un endroit à l'autre jusqu'à ce que, en 1901, il rentre chez lui pour accepter un poste d'enseignant temporaire à la même école Rossetti Valentini ; ce poste ne sera pas renouvelé à la fin de l'année scolaire. Viennent ensuite quinze autres années de petites commandes, de restaurations et de cours particuliers en Italie et en France. Ce n'est qu'en 1917, avec le soutien de quelques notables de Santa Maria Maggiore, que l'artiste se voit attribuer un poste d'enseignant permanent à l'école Rossetti Valentini, où il enseigne jusqu'à sa mort.
En 1946, à l'initiative de Carlo Fornara et du mécène Amedeo Catapano, une plaque commémorative est placée sur la façade de l'école Rossetti Valentini, dont le ton polémique s'adresse à ceux qui avaient empêché Cavalli de succéder à son père comme directeur de l'école. Également en 1946, la Municipalité de Santa Maria Maggiore dédie la rue, dans laquelle se trouve l'École des Beaux-Arts, à Enrico Cavalli.

## Expositions
- Una scuola di pittura in Val Vigezzo: 1881-1919: Turin/Novare, 1990
- Paesaggi dell'Ottocento. Verso la luce[2]: Riva del Garda, 2010
- Le soglie della natura: Arco di Trento, 2010
- Alessandro Poscio, collezionista appassionato: Domodossola, 2014
- Carlo Fornara e il ritratto vigezzino[3]: Domodossola, 2015